# LoveGame
LoveGame (englisch Liebesspiel) ist ein Elektropop-Song der US-amerikanischen Sängerin Lady Gaga, den sie mit Nadir Khayat schrieb. Er stammt von ihrem Debütalbum The Fame.
Das Lied erhielt gute Kritiken für den eingängigen Sound und den „I wanna take a ride on your disco stick“-Part. Musikalisch eine Reflexion der New Yorker Underground-Clubs, handelt der Song von Liebe, Ruhm und Sex, den zentralen Themen des gesamten Albums.
„LoveGame“ war in den USA, Australien, Neuseeland, Kanada und vielen europäischen Ländern in den Top Ten. Es wurde Lady Gagas dritter Nummer-1-Hit in Folge in den Billboard Pop Song Charts.

## Entstehung
LoveGame wurde von RedOne produziert. In einem Interview mit dem Rolling-Stone-Magazin erklärte Lady Gaga die Hintergründe des Textes, insbesondere der Stelle „Let's have some some fun this beat is sick / I wanna take a ride on your disco stick“:
„Es ist noch so eine von meinen durchdachten Schwanzmetaphern. Ich war in einem New Yorker Nachtclub, hatte einen ziemlich sexuellen Zusammenstoß mit so einem Typ und sagte 'I wanna ride on your disco stick'. Am nächsten Tag war ich im Studio und schrieb den Song in etwa vier Minuten. Wenn ich den Song live singe, habe ich einen Stick dabei, der aussieht wie ein riesiger Kandisdildo und aufleuchtet.“ ()

## Musikvideo
Das Musikvideo zu LoveGame hatte am 13. Februar 2009 Premiere.
Gedreht wurde zwar in Los Angeles, das Set soll aber eine New Yorker U-Bahn-Station darstellen. Einiges erinnert an Michael Jacksons Video zu Bad, das ebenfalls in einer U-Bahn-Station spielt.
In Australien wurde das Video zu LoveGame wegen der Anspielungen auf BDSM sowie der Anstößigkeit des Textes nicht im Fernsehen gezeigt.

## Rezensionen
Sal Cinquemant vom Slant Magazine äußerte sich abfällig: Der Text sei lyrisches Gefasel, und sie singe von Sex, ohne dass ihre Stimme eine Spur von Sex-Appeal habe.
Ben Norman von About.com dagegen wertete eher positiv und charakterisierte LoveGame als einen „Club Stomper“ (etwa: Diskoheuler).

## Kommerzieller Erfolg

### Chartplatzierungen
Der Song debütierte in den Billboard Hot 100 auf Platz 96 am 4. April 2009, fiel aber in der folgenden Woche aus den Charts.
Nach sechs Wochen erreichte er den 6. Platz mit 107.000 Downloads.
Zwei Wochen später erreichte LoveGame den 5. Platz in den Billboard Hot 100 und wurde Lady Gagas dritter Top-Five-Hit in den USA.
Der Song erreichte bald den ersten Platz in den Hot-Dance-Club-Charts und wurde Lady Gagas dritter Nummer-1-Hit in den Pop-Songs-Charts. LoveGame wurde über eine Million Mal digital verkauft.
| ChartsChartplatzierungen       | Höchstplatzierung | Wochen |
| ------------------------------ | ----------------- | ------ |
| Deutschland (GfK)              | 7 (22 Wo.)        | 22     |
| Österreich (Ö3)                | 6 (21 Wo.)        | 21     |
| Schweiz (IFPI)                 | 15 (29 Wo.)       | 29     |
| Vereinigte Staaten (Billboard) | 5 (22 Wo.)        | 22     |
| Vereinigtes Königreich (OCC)   | 19 (22 Wo.)       | 22     |

| ChartsJahrescharts (2009)      | Platzierung |
| ------------------------------ | ----------- |
| Deutschland (GfK)              | 68          |
| Österreich (Ö3)                | 51          |
| Schweiz (IFPI)                 | 89          |
| Vereinigte Staaten (Billboard) | 35          |

### Auszeichnungen für Musikverkäufe
| Land/Region                  | Auszeichnungen für Musikverkäufe (Land/Region, Auszeichnung, Verkäufe) | Verkäufe  |
| ---------------------------- | ---------------------------------------------------------------------- | --------- |
| Australien (ARIA)            | 4× Platin                                                              | 280.000   |
| Brasilien (PMB)              | Platin                                                                 | 60.000    |
| Deutschland (BVMI)           | Gold                                                                   | 150.000   |
| Frankreich (SNEP)            | —                                                                      | 74.000    |
| Kanada (MC)                  | 2× Platin                                                              | 80.000    |
| Neuseeland (RMNZ)            | Platin                                                                 | 30.000    |
| Österreich (IFPI)            | Gold                                                                   | 15.000    |
| Vereinigte Staaten (RIAA)    | 3× Platin                                                              | 3.000.000 |
| Vereinigtes Königreich (BPI) | Platin                                                                 | 600.000   |
| Insgesamt                    | 2× Gold · 12× Platin ·                                                 | 4.288.500 |

Hauptartikel: Lady Gaga/Auszeichnungen für Musikverkäufe